# Bahodir Jalolov
Bahodir Jalolov (Sariosiyo, 8 juli 1994) is een bokser uit Oezbekistan. Hij werd olympisch kampioen in de superzwaargewichtklasse op de Olympische Spelen van 2020 en de Olympische Spelen van 2024. Ook won hij twee keer het wereldkampioenschap boksen. Tijdens de Zomerspelen van 2016 verloor hij in de kwartfinale. Bij de Spelen van 2016 en 2020 was hij de Oezbeekse vlaggendrager tijdens de openingsceremonie.

## Erelijst

### Olympische Spelen
- 2020 in Tokio, Japan (+91 kg)
- 2024 in Parijs, Frankrijk (+91 kg)

### Wereldkampioenschappen
- 2019 in Jekaterinenburg, Rusland (+91 kg)
- 2023 in Tasjkent, Oezbekistan (+92 kg)
- 2015 in Doha, Qatar (+91 kg)

### Aziatische kampioenschappen
- 2017 in Tasjkent, Oezbekistan (+91 kg)
- 2019 in Bangkok, Thailand (+91 kg)
- 2021 in Dubai, Verenigde Arabische Emiraten (+91 kg)

1984: Tyrell Biggs ·
1988: Lennox Lewis ·
1992: Roberto Balado ·
1996: Volodymyr Klytsjko ·
2000: Audley Harrison ·
2004: Aleksandr Povetkin ·
2008: Roberto Cammarelle ·
2012: Anthony Joshua ·
2016: Tony Yoka ·
2020: Bahodir Jalolov ·
2024: Bahodir Jalolov